# Krzysztof Florczak
Krzysztof Florczak (ur. 29 maja 1984) – polski piłkarz ręczny, występujący na pozycji skrzydłowego.

## Życiorys
Wychowanek Anilany Łódź. Z drużyną juniorów w 2002 roku zajął szóste miejsce w mistrzostwach Polski. Na początku 2003 roku został wcielony do seniorskiego zespołu. W jego barwach zadebiutował w ekstraklasie 8 lutego 2003 roku w przegranym 19:38 spotkaniu z Vive Kielce. Ogółem w barwach Anilany wystąpił w 15 meczach ekstraklasy, w których zdobył 34 bramki. W sezonie 2002/2003 spadł z łódzkim klubem z ligi. W 2004 roku został zawodnikiem Pabiksu Pabianice. Dwa lata później przeszedł do Piotrkowianina. W latach 2007–2008 był zawodnikiem Viretu Zawiercie, po czym ponownie był zawodnikiem Pabiksu.